# Cuisine auvergnate
La cuisine auvergnate est une cuisine régionale de France. On peut y regrouper les spécialités gastronomiques de la province d'Auvergne, mais aussi celles du Bourbonnais et du Velay.

## Productions labellisées

### Productions classées AOP

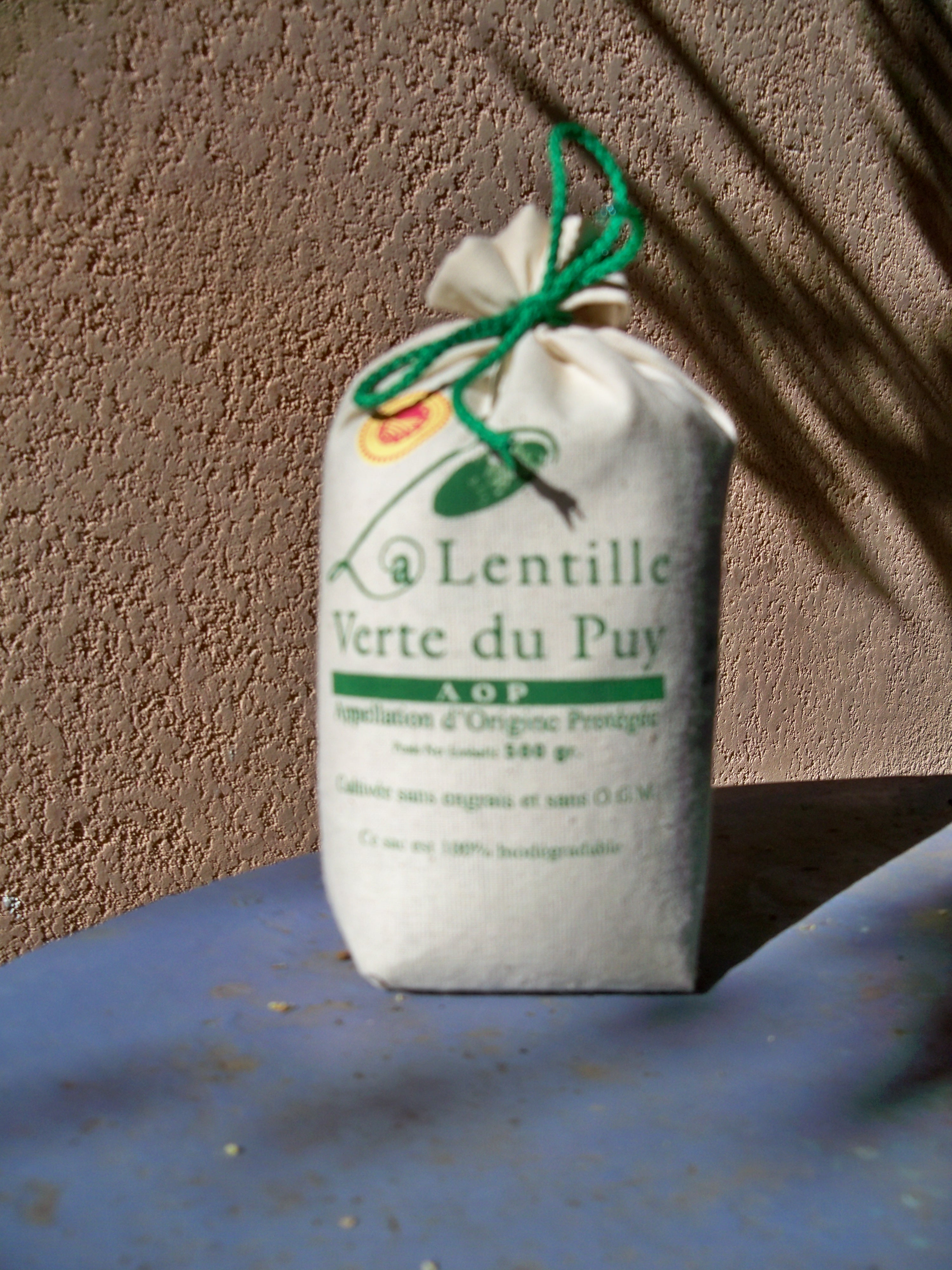
Lentille verte du Puy.

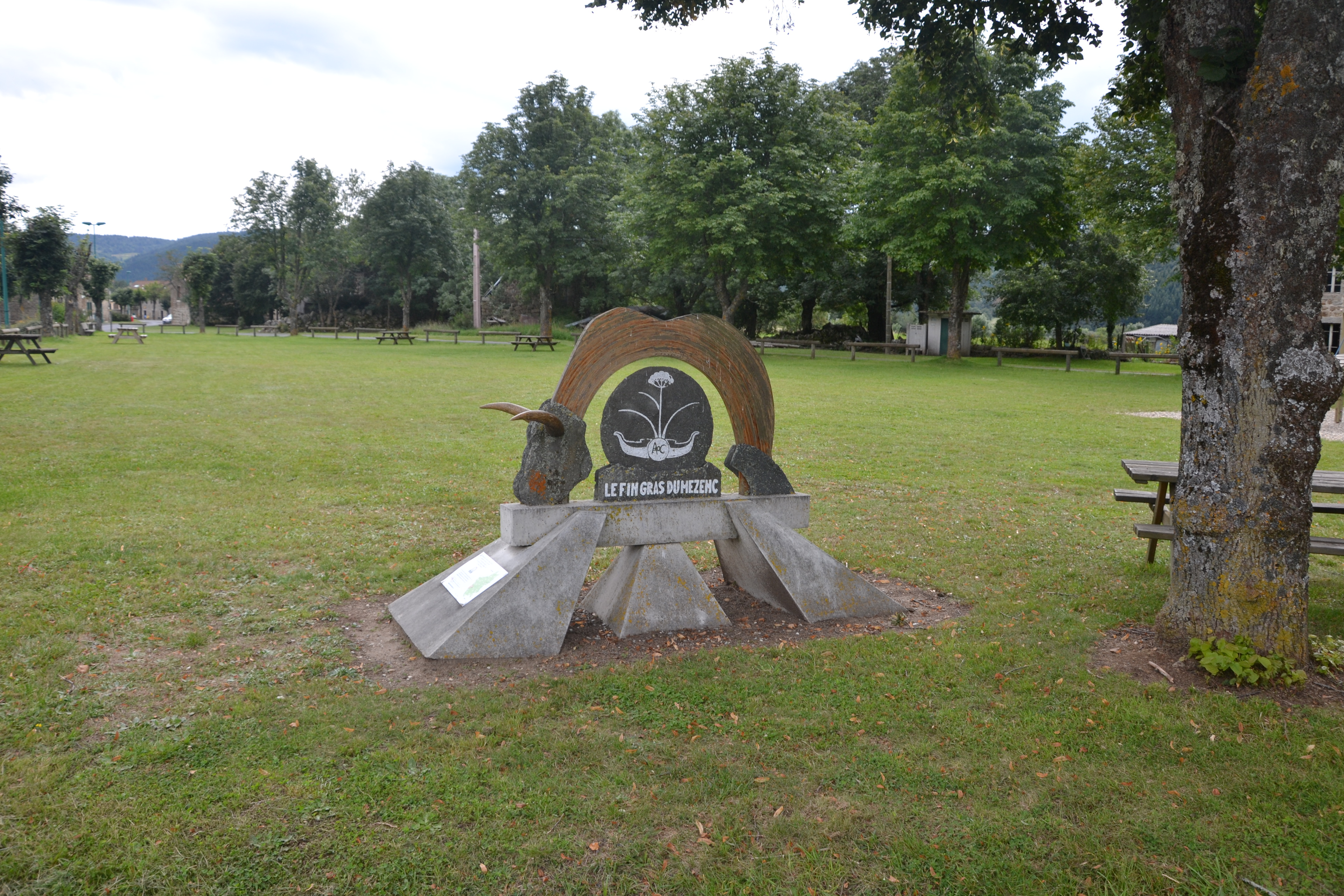
Fin gras du Mezenc.

- Bovine  Fin gras du Mézenc
- Lentille verte du Puy

### Productions classées IGP
- Jambon d’Auvergne
- Porc d'Auvergne
- Saucisson sec d'Auvergne
- Volailles d'Auvergne

## Soupes
- Brezade
- Panade

- Soupe au fromage
- Soupe aux choux

## Mets salés
- Aligot
- Bourriols
- Chou farci
- Coq au vin de chanturgue
- Falette ou faude
- Farinade
- Pachade
- Patia
- Patranque
- Pâté aux tartoufes
- Pompe aux grattons
- Potée auvergnate
- Pounti
- Saucisse de choux
- Tartine auvergnate
- Tripoux ou la pansette de Gerzat
- Truffade

## Mets sucrés
- Bougnat du Mont Dore
- Bourriol

- Brindilles d'Auvergne
- Carrés de Salers
- Cornets de Murat
- Lessove ou papos
- Massepains d'Aigueperse
- Milliard ou millard
- Pastille de Vichy
- Pâtes de fruits d'Auvergne
- Piquenchâgne
- Pompe aux pommes
- Tarte de Vic ou de Paulhac

## Fromages
- Bleu d'Auvergne
- Bleu de Costaros
- Bleu de Laqueuille
- Bleu de Loudes
- Bleu de Thiézac
- Cabécou
- Cantal
- Chambérat fermier
- Charolais
- Chèvreton
- Fouchtra
- Fourme d'Ambert
- Fourme de Rochefort-Montagne
- Fromage aux artisons
- Fromage de Pays
- Gaperon
- Grand tomachon
- Laguiole
- Lavort
- Montbriac
- Rochebaron
- Roue de Ris
- Saint-nectaire
- Salers
- Sarasson
- Tomme de Montagne

## Boissons

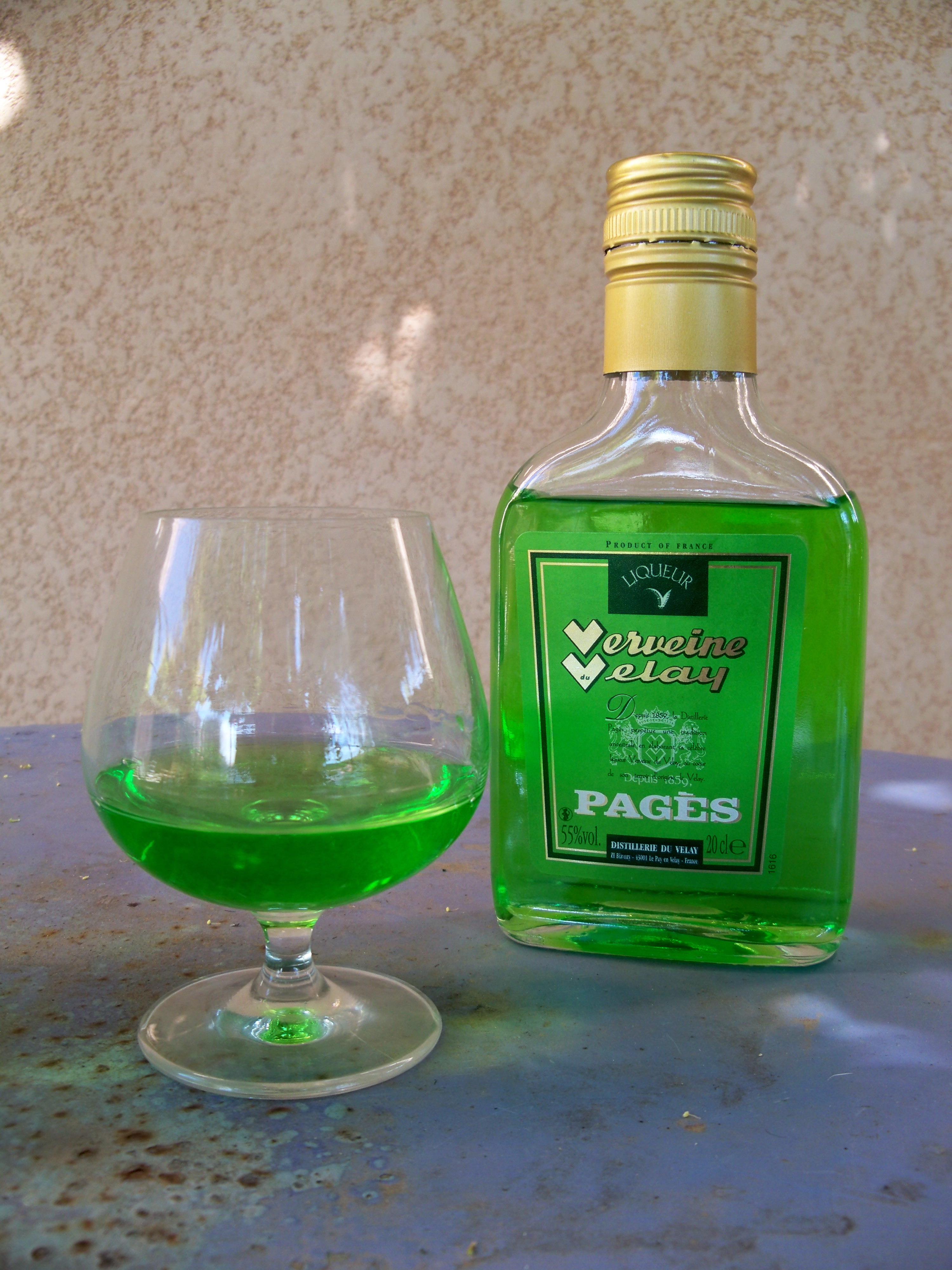
Verveine du Velay.

### Eaux minérales
- Arvie
- Châteldon
- Laqueuille
- Mont-Dore
- Rozana
- Saint-Géron
- Sainte Marguerite
- Volvic
- Vichy Célestins
- Vichy Saint-Yorre

Les vins
- Côtes-d'auvergne
- Saint-pourçain
- Boudes

### Les liqueurs et eaux-de-vie
- Alcool de gentiane
- Liqueur de gentiane
- Salers
- Verveine du Velay

### Les boissons non-alcoolisées
- Cola alternatif :
  - Bougnat Cola
  - Auvergnat Cola